# Cleome dodecaphylla
Cleome dodecaphylla là một loài thực vật có hoa trong họ Màng màng. Loài này được Vell. mô tả khoa học đầu tiên năm 1829.